# Бакинский театр для детей и молодежи
Бакинский театр для детей и молодёжи — азербайджанский театр, созданный в 2001 году под названием Бакинский детский театр. Единственный профессиональный детский театр на Южном Кавказе. Художественный руководитель и директор театра — Интигам Солтан.

## История
Бакинский детский театр был основан на основании распоряжения главы Исполнительной власти города Баку под номером 260 от 9 апреля 2001 года и приказа начальника Управления культуры и туризма города Баку под номером 32 от 26 апреля 2002 года. Открытие состоялось 1 мая 2002 года, после назначения Интигама Солтана на должность директора-художественного руководителя.
За время своей деятельности в театре поставлено около 100 спектаклей. Театр выступал на различных государственных мероприятиях и международных театральных фестивалях[каких?], где был награжден дипломами и премиями[какими?]. 
Театр сотрудничает[как?] с такими министерствами Азербайджана, как Министерство культуры, Министерство молодёжи и спорта, юстиции, здравоохранения, труда и социальной защиты населения. Он также взаимодействует с международными организациями, такими как Международный комитет Красного Креста, Офис Совета Европы в Азербайджане и Управление ООН по борьбе с наркотиками в Баку.
В театре работают около 70 специалистов по работе с детьми. В ноябре 2009 года при театре была создана студия для детей с особыми потребностями. Студия участвовала в IV национальном фестивале интеграционных спектаклей для детей и молодёжи с инвалидностью в Азербайджане, а также во II международном фестивале творчества молодёжи с ограниченными возможностями в Москве, где была награждена дипломами.
С 23 мая 2008 года по 31 марта 2013 года театр располагался в здании культурного центра имени Гусейнкули Сарабского, затем переехал в культурный центр имени Курбана Аббасова (посёлок Карачухур Сураханского района Баку).
С 2020 года театр носит название Бакинский театр для детей и молодёжи.

## Коллектив
- Режиссёр: Интигам Солтан
- Главный режиссёр: Ильхама Ахмедова
- Ассистент режиссёра: Афага Ахмедова
- Сценарист: Арзу Солтан
- Актеры: Тофик Искендерли, Согет Самедова, Рауф Гусейнов, Джаваншир Магеррамов, Конуль Касымова, Нияз Касымов, Вусала Баширова, Хаяла Мейданова, Туркан Шахмарлы, Шахин Казимов, Рафаэль Мурадханлы, Нияз Новрузов, Гюнай Пиризаде, Мюдвер Неметова.
- Главный художник: Севда Мамедова
- Художник-декоратор: Земина Аллахвердиева
- Руководитель литературной части: Лейла Гашимова
- Руководитель постановочной части: Бахруз Мамедов
- Руководитель музыкальной части: Магир Ибрагимов
- Руководитель костюмерной: Хураман Балаева

## Источник
- Yusif. «Uşaq Teatrı qapılarını tamaşaçıların üzünə açdı» //İki sahil.- 2003.- 14 may.